# Gai Sal·lusti Crisp
|  | Aquest article tracta sobre l'historiador. Vegeu-ne altres significats a «Sal·lusti (desambiguació)». |

Gai Sal·lusti Crisp (en llatí: Gaius Sallustius Crispus) (Amitern, 86 aC — Roma, 35 aC) va ser un historiador romà que va escriure les obres conegudes per Historiae, de les quals només s'ha conservat algun fragment, la Coniuratio Catilinae, la seva primera obra, escrita després de la mort de Juli Cèsar (cap al 42 aC), i el Bellum Iugurthinum, escrita en època del Segon Triumvirat (cap al 40 aC). Finalment, se sap que podien existir alguns Discursos que, segons diu la tradició, encara eren llegits per Sèneca el Vell, segons sembla, en honor de les seves obres històriques. Alguns d'aquests discursos són Invectiva contra Ciceró i Cartes a Cèsar.

## Biografia
Sal·lusti és un cas típic de la seva època, d'aquell temps d'enfrontaments, amb freqüència violents, entre l'aristocràcia senatorial i els cabdills populars, de la creació de poder d'individus de gran personalitat, que intentaven aprofitar-se dels enfrontaments i de la destrucció de l'antiga Res publica basada fins ara en el mos maiorum (el costum dels ancestres). Fixem-nos que mentre que Ciceró va seguir aferrat durant tota la seva vida a les antigues idees tradicionals, convertides ara en una mera il·lusió, trobem Sal·lusti, un home que va concebre de manera individualista el mòdul ètic dels romans, la virtus. Va ser qüestor i tribú popular el 52 aC, en l'època de les lluites entre els partits liderats respectivament per Clodi i Miló. Sal·lusti va figurar en el bàndol dels populars i va ser enemic de Ciceró, partidari dels optimates. Quan l'any 50 aC va triomfar Pompeu, Sal·lusti va ser eliminat de la llista de senadors i se'l va acusar de relacions adúlteres amb Fausta Cornèlia (filla de Sul·la i esposa de Miló), però més tard va recobrar el seu rang senatorial després del triomf de Juli Cèsar, i va ser nomenat pretor l'any 47 aC.
Es va traslladar amb Cèsar a Àfrica l'any 47 aC, on va col·laborar en la victòria sobre els pompeians, i després va ser nomenat governador d'Africa Nova l'any 46 aC, càrrec en el qual va cometre grans abusos, i va arruïnar el país. Torna a Roma amb riqueses immenses. Acusat de corrupció, gràcies al suport de Cèsar se salva de ser condemnat. Amb les seves innumerables riqueses es construeix un magnífic palau al Quirinal, dotat d'uns extensos i notables jardins (Horti Sallustiani). Poc després de la mort del dictador, Sal·lusti es retira de la política i es dedica exclusivament a la historiografia. Mor l'any 35 o al 34 aC.

## Contingut i estructura de les monografies
Abans de res, per explicar i comprendre millor les causes i el desenvolupament dels episodis narrats en les seves obres, Sal·lusti les ha enriquides amb pròlegs, digressions històriques i polítiques, discursos, retrats, documents, cartes... Tots aquests elements, relacionats, d'una manera o altra, amb el relat central, col·laboren a donar una varietat a la narració; permeten la inserció de diferents codis i estils literaris i trenquen l'ordre narratiu per retardar o impulsar el desenllaç de l'acció. Seguint el símil de l'estructuració de les monografies amb les obres dramàtiques, podrien ser considerats com a vertaders interludis que contribueixen a mantenir el suspens i l'emoció dramàtica. A continuació ho veurem en cada monografia.

### La conjuració de Catilina(Coniuratio Catilinae)[1][2][3]
En la introducció, Sal·lusti explica com ha sigut induït a escriure història. Formula el seu tema, presenta Catilina i indaga sobre els orígens i els motius de la conjuració; aquest fet el porta a un excursus sobre l'apogeu i la progressiva decadència moral de Roma. Sobre aquest fons, es fa comprensible el comportament dels conjurats i de Catilina. En el retrat de la primera reunió de les persones implicades s'introdueix, de nou, un excursus sobre l'anomenada primera conjuració. En el punt central d'aquesta escena es troba un discurs de Catilina.
Segueixen els fets fins a la fugida i la detenció de Catilina. Després d'un excursus sobre la miserable condició de l'estat, s'informa del descobriment de la conjuració a Roma i de la seva repressió.
Tot seguit, un punt d'apogeu el constitueixen els debats en el senat fins a l'execució dels conjurats. Sal·lusti s'atura, en particular, en els discursos de Cèsar i de Cató el Vell i en la comparació dels dos grans personatges. La part final de l'obra, que tracta del desenllaç de Catilina, es complementa amb un discurs d'aquest.
Cal insistir en el fet que en la Conjuració de Catilina hi ha tres digressions, harmònicament distribuïdes al llarg de l'obra i relacionades amb les inquietuds morals de l'autor. La primera (5-13) comprèn una breu història de Roma amb la seva consegüent decadència, i n'explica la corrupció, que té com a màxim exponent Catilina. La segona digressió (36-39), al centre de l'obra, comprèn una anàlisi política del moment, fins i tot de manera crítica. Finalment, la tercera digressió (53-54), la trobem en el desenllaç del conflicte, de nou la crítica a la decadència i exaltació de Cèsar i Cató, exponents màxims de la virtus romana. També són decisius en l'estructura de l'obra, com hem dit en el seu moment, els quatre discursos que comprenen la monografia, dels quals dos són de Catilina, que se situen en moments decisius, a l'inici de la conjura i abans de la batalla definitiva, i els dos discursos de Cèsar i Cató, que mostren les seves respectives diferències de la seva visió de l'estat i de la seva actuació en el pla polític i personal. En aquests discursos, es mostren les habilitats retòriques de Sal·lusti i aquí troba el moment d'exposar els seus principals ideals polítics.
Continuant el nostre raonament, podem veure en l'obra diversos retrats directes, el primer, de Catilina, el segon, de Semprònia. En conclusió, aquí podem veure aquest contrapunt femení a Catilina, retrats purament paradoxals.

### La Guerra de Jugurta(Bellum Iugurthinum)
La monografia històrica sobre la Guerra de Jugurta (111-105 aC) té una estructura anàloga. El proemi, en el qual Sal·lusti justifica amb èmfasi, entre altres coses, la seva activitat com a historiador, és seguit amb la formulació del tema i per una mirada retrospectiva als antecedents, fins al repartiment de Numídia entre Adhèrbal i Iugurtha.
A continuació, l'excursus sobre Àfrica constitueix un tall. Els esdeveniments del repartiment de Numídia fins a l'esclat de la guerra ocupen els capítols següents. La secció següent comprèn les campanyes de Luci Calpurni Bèstia i Albí fins a la vergonyosa humiliació dels romans i la rogatio Manilia.
L'excursus sobre els partits -que va significativament unit a la representació de la turbulenta situació a Roma- és comparable, en la seva col·locació abans de la peripècia, amb l'excursus de Catilina. Segueixen les campanyes de Metel i de Mari.
En aquesta monografia, l'estructura i l'organització de l'obra són diferents. El relat comprèn un període molt més ampli, l'argument no té una unitat tan clara i es fragmenta en diverses fases.
En primer lloc, els talls en la narració no són elegits a costa del narrador, sinó que venen imposats per les circumstàncies o pel desenvolupament dels esdeveniments. A més dels problemes cronològics, resulta difícil compaginar i coordinar les descripcions de les campanyes bèl·liques a Àfrica i les intrigues polítiques a Roma. Anteriorment, ja hem vist les etapes de la guerra que Sal·lusti ha diferenciat. Ara bé, al mig (41-42), l'autor introdueix una digressió sobre la història i els procediments dels partits polítics a Roma, que pretén explicar les rivalitats i les gestes dels seus dies i la degeneració de la vida política. L'objectiu que pretén aconseguir en aquesta obra Sal·lusti és que, com molt bé exposa al final, hi hagi el fracàs d'un aristòcrata i el triomf electoral, en aquest cas, de Mari amb el seu brillant i ampli discurs que dona pas a la tercera part de l'obra, que culmina amb la victòria apoteòsica del líder dels populars, que destaca i ressalta amb ganes la humiliació i la derrota de la nobilitas, cal insistir, l'objectiu prioritari de l'obra. Els diferents excursus que trobem trenquen la monotonia de les accions militars, i accentuen alguns fets. Cal destacar el discurs de C. Memmi (31), que posa èmfasi de nou als populars, així com els retrats directes de Jugurta, Mari i Sul·la, que en capta la psicologia humana i posa la frontera entre caràcters de personatges romans i africans.
Simultàniament, les diferents digressions historicogeogràfiques permeten mostrar a l'autor els seus coneixements sobre Àfrica i desperta l'interès del lector per l'exotisme dels llocs. Aquesta diversitat d'aspectes mostren una major maduresa i domini de l'escriptura històrica.
Ja des de Quintilià es discuteix sobre el valor dels prefacis sal·lustians, en els quals es poden abraçar diferents principis filosòfics generals. Amb tot el que ens exposen aquests prefacis de Sal·lusti, podem concloure que, com altres prefacis d'obres literàries antigues, tenen un caràcter programàtic, ja dit anteriorment, i pretenen, al mateix temps, aconseguir l'atenció de l'interessat lector (captatio benevolentiae) per la importància i interès del tema, i per les seves qualitats.

### Històries(Historiae)[6]
Les Historiae (concebudes com la continuació de l'obra històrica de Sisenna) comencen amb l'any de la mort de Sul·la (78 aC) i arriben fins al 67 aC. Amb la mort de Sal·lusti, l'obra va quedar incompleta. D'aquesta obra, se n'han conservat quatre discursos i dues cartes, a més d'uns cinc-cents fragments. El conjunt es pot reconstruir basant-nos en autors més tardans, per exemple Plutarc.
Si ens fixem en l'argument conservat, en el primer llibre, l'important prefaci era seguit per una mirada retrospectiva dels cinquanta anys precedents, anomenada arqueologia. L'acció principal s'iniciava amb un discurs del cònsol de l'any 78 aC, Marc Emili Lèpid, contra Luci Corneli Sul·la per la restauració de la llibertat. Motivada probablement per la mort de Sul·la, seguia en l'obra una caracterització del tirà, després la dominació de Lèpid amb el discurs de Marci Filip al senat i, per fi, la guerra contra Sertori.
El segon llibre, l'ocupen els fets que van des del 76 fins a inicis del 74 aC. Tracten la mort de Lèpid, el fort poder de Gneu Pompeu a Hispània, els precedents de la Guerra Mitridàtica, la Guerra Dardànica i Isàurica, els esdeveniments a Hispània amb la carta de Pompeu. Els escenaris de l'acció són a Roma, Hispània i Macedònia.
Més endavant, en el llibre tercer trobem la narració històrica dels combats d'Antoni contra els pirates, els inicis de la Guerra Mitridàtica i esdeveniments posteriors als anys 74 i 73 aC. Cal destacar d'aquests esdeveniments, el final de la guerra contra Sertori i la Guerra d'Espàrtac.
Tot seguit, en el llibre quart, trobem els fets dels anys 72-70 aC desenvolupats a Àsia i que comprenen la Guerra contra els esclaus, els esdeveniments a Roma i, finalment, la Guerra armènia amb la cèlebre carta de Mitridates.
Ja, per acabar, en el cinquè llibre, narra les acaballes de la guerra portada a terme per Lucul·le, sumada a la Guerra contra els pirates.
Obra estructurada segons l'esquema de la successió anual.

### Invectiva contra Ciceró(Invectiva in Ciceronem)[8]
Sota el nom de Sal·lusti ha arribat fins a nosaltres una falsa Invectiva in Ciceronem (Invectiva contra Ciceró) que presumptament va pronunciar Sal·luti davant del senat, l'any 54 aC. Aquesta peça oratòria és fruit de l'escola de rhetores, però conté valuoses indicacions sobre les relacions entre els dos personatges, Sal·lusti i Ciceró. El mateix es pot dir sobre la pseudociceroniana Invectiva in Sallustium (Invectiva a Sal·lusti), que dona testimoniatge de l'odi desmesurat al qual va estar exposat Sal·lusti durant la seva carrera política.

## Gènere: la monografia històrica
En el prefaci programàtic de la Conjuració, Sal·lusti ja indica explícitament que escriurà monografies, la història de fets aïllats i singulars. Vegeu com ho diu: statui res gestas populi romani carptim, ut queque memoria digna uidebantur, perscribere ("ofereixo al poble romà accions concretes per tal que es conegui la digna memòria, que perduri", 4,2).
Tal com ho diu, l'adverbi carptim és la paraula clau de la frase i del programa. Significa, doncs, que escriurà història d'episodis aïllats i seleccionats. Sal·lusti proposa com a objecte la història d'un fet, un episodi. La narració monogràfica permet a l'historiador seleccionar aquells esdeveniments d'actualitat, o que més poden afavorir les seves tesis o ideals polítics.
En les monografies sal·lustianes es realitza una censura radical dels costums de l'època, de la corrupció del sistema polític i de l'avarícia, de la hipocresia i ambició dels personatges polítics del moment.
Com més endavant comentarem, el gènere de la monografia històrica, al qual pertanyen la Conjuració i la Guerra de Jugurta, és encunyat a Grècia per Tucídides.

## Les fonts, els models i significat de l'obra històrica de Sal·lusti
En primer lloc, sobre les fonts de Catilina no ens en diu res. A alguns contemporanis, els coneix personalment, com a Gai Licini Cras, Sul·la o Cèsar. Quant a documents, existien protocols senatorials i cartes. La massa principal del material que utilitza com a font està formada pels discursos de Ciceró i per les seves altres autorepresentacions en prosa i en vers. Si en fixem en la representació que fa de Catilina, no en pren la imatge com a cònsol, sinó la imatge ciceroniana. És possible que Ciceró hagi sigut utilitzat per a les Historiae. El discurs pronunciat en el senat per Cató s'havia publicat; sobre Cató, existien també escrits de Marc Juni Brutus, Ciceró, i en una referència breu de Cèsar. Per a la Guerra de Jugurta i per a les Històries, el material disponible es pot trobar en els historiadors romans, però també en el filòsof i historiador grec Posidoni. Es coneixien memòries de Publi Rutili Ruf i de Sul·la, els quals havien tingut un paper en la guerra; per exemple, les dates incertes que podem trobar en Sal·lusti fan pensar en testimoniatges presencials. També podem dir de Sal·lusti que, a diferència d'altres discursos originals, de Jugurta se'ls ha pogut inventar tots. Ni tan sols va recórrer a documentar-se. Els arcaismes de la rogatio Manilia en un autor de tota manera arcaïtzant com Sal·lusti, no constitueixen cap prova d'autenticitat del text.
Si més no, hem de considerar un sumari històric que li va facilitar el seu amic Àtic, tot i que, segurament no li va ser de gran utilitat. Quant als excursus sobre Àfrica, recorre a escrits púnics que va demanar traduir.
Tot seguit, i com ja hem dit, Sal·lusti s'ajuda de Tucídides, nogensmenys, en les Historiae  s'allunya d'aquest, però continua inspirant-se en les idees historicofilosòfiques i criticolingüístiques del grec. La grandesa i la decadència de Roma afavoreixen la comparació amb Atenes en la Guerra del Peloponès. Tot i haver-hi grans diferències en la seva finalitat i el mode de comportar-se, els dos historiadors coincideixen, sobretot, en el problema de la naturalesa humana i els orígens dels conflictes interns de l'estat. Àdhuc, Sal·lusti es converteix cada vegada més en un historiador universal. Enfront de Polibi, en Sal·lusti sorprèn la preeminència de l'element ètic. El que explica ell no és la mecànica alternança de les constitucions, ni tan sols la constitució mixta, sinó la realització de la virtus per part dels particulars i de la justícia en el seu conjunt.
Tanmateix, recorden Posidoni els excursus geogràfics en Iugurta i en les Històries, a més de la doctrina de l'origen de la civilització amb la idealització de la vida de la societat primitiva, la idea hel·lenística que l'esperit és suficient per si mateix i la doctrina de l'efecte beneficiós de l'amenaça exterior sobre els romans, per acabar, la concepció històrica ètica en general.
A més, hi ha una certa influència de la retòrica, quant a les reflexions morals, les sentències i extenses comparacions com la que fa entre Cèsar i Cató. El model grec que podem insinuar d'història retoritzant i moralitzant és Teopomp, tot i que Sal·lusti també coneixia Èfor i Timeu.
Pel que fa als proemis, és determinant parlar de la influència de Plató (República i Fedra). És possible que Sal·lusti hagi consultat directament Plató. En la utilització dels diferents elements filosòfics per definir la concepció de si mateix com a autor, Sal·lusti es fixa en Enni, que es comporta d'igual manera amb la doctrina pitagòrica.
Pel que fa a influència pròpiament romana, ens podem fixar en Cató el Vell, del qual Sal·lusti emula l'estil de la seva prosa històrica, tot i que, com a fet més important, és en la crítica moralitzant dirigida a Roma en benefici de la República la que porta la gran influència del gran autor arcaic.
Si, per altra banda, ens posem a analitzar el significat de l'obra històrica de Sal·lusti, hem de dir que Sal·lusti inicia la seva producció històrica quan a Roma existeix una consciència generalitzada que la historiografia llatina no ha aconseguit un nivell literari digne i que no pot competir amb Grècia. Només cal fixar-se en cites de Ciceró (Epistulae ad familiares 5,12,5; De oratore 2, 52; De re publica 2, 33; Brutus 228; De legibus 1, 5), o també es queixa de les imperfeccions del gènere històric a Roma; Corneli Nepot ho explicita així: omnino rude. En aquest moment, ens trobem davant d'un públic molt més culte i més exigent que demana obres de qualitat i excel·lència. L'educació més completa va crear un grup de lectors que va començar a demanar obres més sòlides, amb una major perfecció tècnica i artística.
Així mateix, la cerca d'una historiografia llatina ja tenia precedents a Roma, tant en Luci Celi Antípater com en Sisenna; nogensmenys, no havia aconseguit un nivell literari digne. Amb les aportacions de Sal·lusti, la historiografia llatina aconsegueix una certa plenitud artística; aconsegueix la denominació de gènere literari i pot posar-se al costat de la grega, fet senyalat per Quintilià. Sal·lusti pertanyia als escriptors de l'última generació de la República, d'un estatus social elevat i una classe econòmicament forta que li va permetre una formació completa, tant literària com retòrica i filosòfica. Es pot afirmar que és el primer historiador professional per la seva intensa dedicació, a diferència d'altres que escrivien història quasi sense temps.
Car, en els dies de Sal·lusti, hi ha una demanda important d'historiografia d'esdeveniments recents, quasi contemporanis. Així ho manifesta Ciceró. El mateix Tit Livi en el seu conegut pròleg afirma que els seus lectors estan desitjosos de conèixer els últims episodis, tot i que, per raons que no venen al cas ell decideix ancorar-se en el passat. Aquest interès pels temes recents és fruit de la situació convulsa que Roma viu en els últims decennis, tant polítics com socials, després de la destrucció de Cartago, i agreujada per les reformes de Gai Grac. Sal·lusti va rebre la demanda dels seus coetanis lectors, per tant, va triar temes recents i els conflictes del dia.

## Llengua, estil i anàlisi de la narració
Sal·lusti és el vertader creador d'un estil historiogràfic a Roma.
En primer lloc, s'inspira conscientment en Cató el Vell, la llengua del qual només en Sal·lusti arriba al model estilístic. Ens recorda els Origines (Orígens) pels seus nombrosos arcaismes i al·literacions; substitueix una fraseologia arcaica de Cató per una prosa compacta i tancada que toca amb els mateixos límits de l'obscur. L'elecció estilística del nostre autor s'enfronta, primer, a la incomprensió: segons Asini Pol·lió, hauria encarregat a un filòleg que agafés algunes expressions incisives extretes de Cató, del qual Sal·lusti s'enriqueix amb un gran patrimoni lèxic. Sembla, però, contradictori barrejar elements arcaics amb neologismes o poetismes, però tot element no habitual, poc freqüent, té la virtualitat de sorprendre, impressionar el lector i per això adquireix més significació. Uns altres elements ofereixen un color èpic. Per aquest motiu, Catilina és presentat com un "heroi" tràgic acudint a diversos mitjans estilístics, com en els retrats.
Com a característica a destacar, més aviat és que l'autor justifica, sobre la Guerra de Jugurta, l'elecció del tema amb la indicació que en aquell esdeveniment es va procedir per primera vegada contra la supèrbia de la nobilitas.
Continuant, la sintaxi i l'estil de Sal·lusti es diferencien respectivament de Cató. L'estructura del període no es mostra fluixa com en el llatí arcaic, sinó tot al contrari, molt enèrgica. Des del punt de vista de la teoria estilística es pot considerar com un escriptor "aticista".
En segon lloc, una característica fonamental del seu estil és la varietas. L'interès per aquesta el porta amb freqüència a la constructio ad sensum. Asíndeton i parataxi testimonien la brevitas de Sal·lusti, la seva velocitas que li permet dir molt amb poques paraules. En aquesta "concentració", Quintilià reconeix una diferència respecte a l'estil de l'oratòria, que s'ha de preocupar, abans de res, de la claredat i la comprensibilitat. Això no obstant, la cerca d'aquesta brevitas no impedeix la paronomàsia i la redundància.
En tercer lloc, a aquesta brevitas s'afegeixen altres principis, com l'arcaisme i la innovació (Sal·lusti és un innovador). En la seva creativa connexió entre el nou i el vell, recorda Lucreci. En Sal·lusti, no és possible seguir l'evolució estilística amb la mateixa claredat que en Tàcit. Nogensmenys, de Catilina a Jugurta, s'hi observa una accentuació intencional: els caràcters estilístics desenvolupats en la primera obra es potencien, per il·lustrar, amb l'infinitiu històric, que en la segona obra és més abundant. Gramaticalment i també lèxicament, s'hi poden trobar alguns fenòmens desconeguts o poc usats en la prosa clàssica. Sal·lusti busca un llenguatge greu i dens de significat.
Cal incidir en el fet que entre la narració de l'historiador i les oracions que s'inclouen no existeixen diferències lingüístiques. En efecte, d'un personatge a un altre és difícil observar una diferenciació lingüística: el Cèsar de Sal·lusti s'expressa en un llatí sal·lustià, no cesarià. Mari sosté la seva personalitat "falta d'educació retòrica" en una oració magistralment estructurada. Un tema contraposat de signe positiu és el de la concordia. Un dels trets distintius més destacats de l'estil de Sal·lusti és la utilització de l'antítesi, situada no sols en paraules, sinó també entre persones i èpoques. També, Sal·lusti es presta a la insinuació, al suggeriment, al missatge críptic. Per aquest motiu, les virtualitats i funcions d'aquest recurs narratiu seran tan explotades per Tàcit i renaixeran amb força en el barroc.
Tanmateix, quan Sal·lusti, a la part final de Jugurta, es troba amb Mari i Sul·la, es reconeix el fet que no es tracta d'un drama aïllat, sinó que l'autor té sota la seva mirada la totalitat del context històric.
Finalment, referent als excursus geogràfics de les obres i, en concret, de les Historiae, tenen a veure amb la interacció entre l'expansió imperial externa i les tensions internes de la societat romana. Aquesta doble temàtica ja és en la base de Jugurta i, encara més, de les Historiae.
Encara més, si seguim la filosofia de Sal·lusti, podem veure que, sent influenciat per Tucídides, Sal·lusti dona pas a diatribes en les quals ataca durament el materialisme i els vicis del seu temps per tal d'explicar les crisis polítiques. Va tractar a fons l'íntima relació existent entre la història interna i externa de Roma, i també les qüestions relatives a l'estat i al profund individualisme en les fluctuacions del poder romà. En aquest fet, es mostra com un autèntic precursor de Montesquieu.
A més, psicològicament, a l'hora d'analitzar els caràcters dels personatges de primera fila, suggereix la psicologia col·lectiva dels grups socials o, fins i tot, de les ètnies. En Jugurta es concentren els trets essencials de l'ètnia númida; i els diversos matisos dels tribuns de la plebs que dibuixa en escena representen els diversos impulsos i aspiracions massives de les multituds romanes.
Ensems, Sal·lusti té consciència d'aquesta força i es recrea en els seus retrats: posseeix el do de crear la vida solament amb trets abstractes, per una part, i per l'altra, de suggerir, amb les paraules, els sentiments íntims d'aquells que parlen.
En conclusió, podríem definir Sal·lusti com un estilista.

## Pervivència
Quant a la pervivència de l'autor i les seves obres, cal destacar que el primer que va donar matèria de crítica i, efectivament, d'interès pel seu estil, va ser la seva actitud com a censor de costums. Aquesta actitud ja va començar amb algunes afirmacions crítiques de Pompeu Leneu, un llibert de Pompeu el Gran i amb l'anomenada Invectiva contra Sal·lusti. Naturalment està en joc, també aquí, la prevenció per part dels optimates. El "Ciceró cristià", Lactanci, també el cita. Tot seguit, els pagans de l'antiguitat tardana ofereixen un judici no pas menys sever, com Símac. També és demolidor Macrobi dient (Sat. 3, 13, 9): "Sal·lusti, el sever crític i censor dels excessos dels altres". Alhora, aquesta crítica es deixa sentir encara en el segle XVIII; però, llavors, Sal·lusti troba també els seus defensors, entre els quals hi ha Ch. M. Wieland, que diu: "sabem molt poc sobre la seva vida; per tant, deixem-la a part i, ocupem-nos del que ens ha deixat".
Això no obstant, Sal·lusti, en el seu paper d'estilista s'enfronta al principi de la incomprensió. Livi, en primer lloc, s'allunya dels seus arcaismes; en segon lloc, Asini Pol·lió critica la imitació de Cató, com també fa l'epigrama transmès per Quintilià. Pompeu Trog critica la inserció de discursos en l'obra històrica; tanmateix, això també afecta Livi i quasi tota la historiografia antiga.
A partir de Gai Vel·lei Patercle, que l'imita, i Quintilià, es reconeix justament en Sal·lusti l'anomenat aemulus Thucydidis; gramàtics com Valeri Probus i Emili Asper van redactar estudis lingüístics; Quintilià el recomana com a lectura per als alumnes de nivell avançat. Marcial l'anomena el primer historiador romà i Suetoni en el De viris illustribus (Sobre un home il·lustre) el col·loca en el primer lloc entre els historiadors llatins. Continuant, Sal·lusti troba imitació, primer, en l'historiador L. Arrunti, poc conegut per nosaltres; després, en Tàcit, que l'anomena rerum Romanarum florentissimus auctor (l'autor joveníssim dels afers romans) (Ann. 3, 30, 1). Els arcaistes aprecien molt Sal·lusti: Frontó l'imita en l'Elogi de Ver, Geli celebra també la seva fides en el Iugurtha i en deixa testimoni de la freqüència dels intèrprets sal·lustians en el quadre urbà de l'època.
A més, Sili Itàlic utilitza els tractats geogràfics de Sal·lusti. Vibi Màxim escriu una "crònica del món" que és un resum de Livi i Sal·lusti. Plutarc utilitza les Historiae de Sal·lusti en les Vides de Sertori i de Lucul·le. |Cenobi tradueix Sal·lusti al grec. També, Sal·lusti va ser traduït al català a l'edat mitjana. Les Historiae formen part també de les fonts de l'autor Amiè. Els gramàtics el citen freqüentment; en les escoles de retòrica es llegeix Sal·lusti com a orador.
Àdhuc, Minuci Fèlix s'ocupa de la concepció històrica de Sal·lusti. Agustí dedica tota la seva atenció a la seva exposició de les causes de la decadència romana. A ell devem fragments considerables del proemi de les Historiae. Igualment que Jeroni d'Estridó, Agustí exalta no sols els seus mèrits retòrics, sinó també el seu apassionat amor per saber la veritat, posant així les bases de la seva autoritat en l'edat mitjana.
En l'edat mitjana, Sal·lusti va ser amb freqüència autor en les escoles. El seu influx estilístic es pot percebre ja en el segle ix, en el X Widukind s'agafa a ell, com també a Tàcit i a Livi; Wipó introdueix discursos en la seva obra històrica seguint l'exemple de Sal·lusti. Bruno, recorrent a la imatge de Catilina, representa Enric IV com una figura malvada, tot i així, militiae laboribusque indefatigabilis ('un militar amb un treball infatigable'). Petrarca veu Sal·lusti, recorrent a Agustí, com un nobilitatae veritatis historicus (Rerum memorandarum libri 1, 17).
Tot seguit, la primera edat moderna considera els autors antics com uns mestres del control de les condicions existencials i, per tant, també de la política. Sal·lusti serveix no sols com a model estilístic per a la composició d'obres històriques noves; durant el Renaixement, llegit d'una manera més a la lleugera, Catilina es converteix en un manual revolucionari. En l'àmbit de la Revolució de 1848, Henrik Ibsen ofereix una nova interpretació dramàtica de la figura de Catilina; poc després de la Revolució de 1917, el líric Alexander Blok escriu un important assaig sobre Catilina.
Per tant, la hipòtesi de la tendenciositat no sembla haver sigut mai formulada en època antiga; en l'edat moderna és representada per Paulus Benius Eugubinus, després per Theodor Mommsen i Eduard Schwartz.
Així mateix, el mestre de l'estil i la forma inspira grans autors de finals del segle xix. Friedrich Nietzsche reconeix: "la meva sensibilitat per l'estil, per l'epigrama com a estil, es va despertar quasi instantàniament amb el contacte amb Sal·lusti... Concís, sever, amb tanta substància com és possible posseir en el fons, una freda hostilitat contra la "paraula formosa" i, també, "el sentiment bell": en tot això, m'hi vaig reconèixer a mi mateix".
Finalment, tots aquests defectes de les monografies sal·lustianes constitueixen un diagnòstic demolidor de l'ordenament postsul·là, amb una palpitant referència al món contemporani -el retorn de la Guerra Civil, proscripcions, despotisme...

## Tradició
Els nombrosos manuscrits medievals de les monografies (Jugurta i Catilina) es divideixen en dos grups, els integri (complets, però banalitzats), que comprenen Leidensis Vossianus Latinus 73 (1; s. XI), Parisinus Latinus 6086 (n;s. XI), Monacensis Latinus 14477 (m;s. XI), i els mutili (amb la llacuna referent a Iug. 103, 2-112, 3) que són Parisinus Latinus 16024 (P;s. IX-X), Parisinus Latinus 16025 (A;s.IX) i 6085 (C;s. X-XI), Palatinus Latinus 887 (K;s. X-XI), Palatinus Latinus 889 (N;s. XI), Berolinensis Latinus 205 (H;s. XI), Vaticanus Latinus 3325 (R;s. XII), Parisinus Latinus 10195 (D;s. XI); Parisinus Latinus 5748 (O;s. XI), i que representen una certa superioritat en relació amb el seu valor. Alhora, segons A. W. AHLBERG, tots dos grups remunten a un únic arquetip antic, cosa que, per una altra part, no tots accepten.
La invectiva pseudosal·lustiana es conserva en dos manuscrits dels quals els representants més antics són el Gaudianus Guelferbytanus 335 (s.X) i l'Harleianus 2716 (s. IX).
Quatre discursos i dues cartes extretes de les Historiae es conserven al Vaticanus Latinus 3864 (s. IX-X), junt amb els discursos i les cartes de les monografies i les cartes a Cèsar d'autenticitat controvertida. Alguns fragments d'una certa amplitud de les Historiae es troben en les restes d'un antic manuscrit (s. IV-V): Fragmentum Berolinense, Vaticanum, Fragmenta Aurelianensia. També tenim dos petits fragments de papir del segle II-III dC i unes cinc-centes cites d'autors antics.
És possible que l'ortografia del text sal·lustià fos normalitzada durant l'antiguitat tardana; però en època dels arcaistes es pot verificar també el contrari.

## Traduccions al català
- La conjuració de Catilina. Traducció de Xavier Patiño. Adesiara editorial, Martorell, 2012.[12]
- La conjuració de Catilina. Traducció de Joaquim Icart. Fundació Bernat Metge, Barcelona, 1963.[3]
- La guerra contra Jugurta. Traducció de Xavier Patiño. Adesiara editorial, Martorell, 2016.[13]
- La guerra de Jugurta. Traducció de Joaquim Icart. Fundació Bernat Metge, Barcelona, 1964.[14]
- Apèndix (Fragments i obres espúries). Traducció de Josep Ignasi Ciruelo i Borge. Fundació Bernat Metge, Barcelona, 1973.[15]